# Cussonia gamtoosensis
Cussonia gamtoosensis là một loài thực vật có hoa trong Họ Cuồng cuồng. Loài này được Strey mô tả khoa học đầu tiên năm 1975.